# Métro léger de Jakarta
Le métro léger de Jakarta (en indonésien LRT Jakarta) est un réseau de métro léger en cours de construction à Jakarta, la capitale de l'Indonésie. Il s'agit d'un réseau intra-urbain que réalise le gouvernement de Jakarta, qu'il faut distinguer du métro léger du Grand Jakarta que réalise le ministère des Transports. Les deux réseaux ont le même écartement standard de 1 435 mm.
Les rames sont fournies par la firme sud-coréenne Hyundai Rotem.
La ligne est inaugurée fin 2019.

## Historique

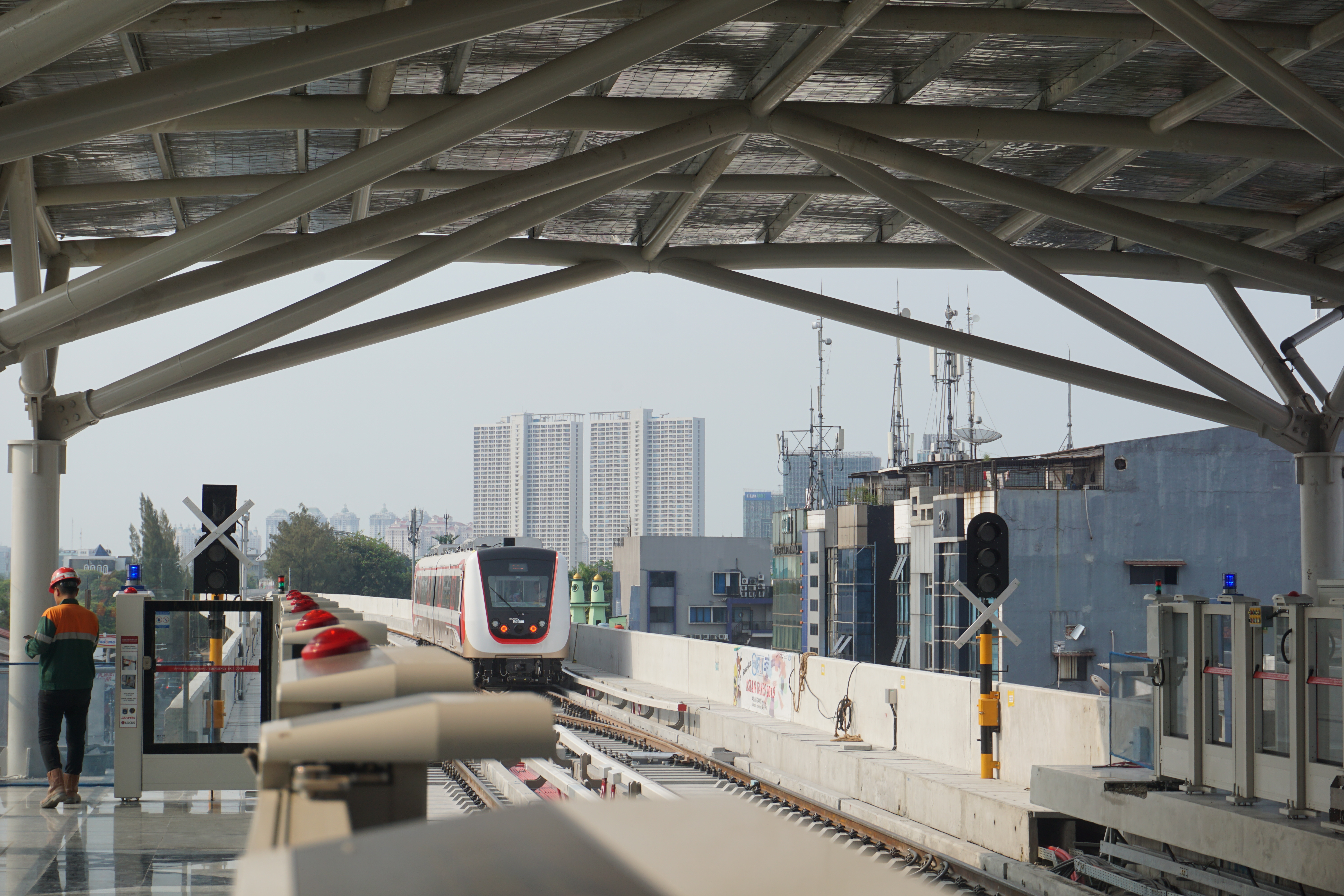
Rame Hyundai Rotem quittant la station Velodrome lors d'un essai limité le 7 septembre 2018.

La construction du métro léger de Jakarta est destinée à soulager la circulation embouteillée de Jakarta. Le projet a comme origine l'abandon de celui du monorail de Jakarta. Le gouverneur de Jakarta Basuki Tjahaja Purnama dit « Ahok » avait officiellement confirmé l'abandon du projet en septembre 2015,.
Le 2 septembre 2015, le président Joko Widodo signe le Peraturan Presiden (« règlement présidentiel ») no. 99 portant « accélération de la réalisation de transports publics ferroviaires dans le territoire spécial de la capitale Jakarta ». Dans ce but, le gouverneur de Jakarta pourra désigner une entreprise publique appartenant au gouvernement provincial pour la réalisation des projets. Le gouvernement de Jakarta désigne alors la société de promotion immobilière PT Jakarta Propertindo (Jakpro), dont elle est propriétaire, pour la réalisation du projet.
L'étude de faisabilité est publiée en février 2016. Les travaux commencent en juin de cette année. La société PT LRT Jakarta est créée en septembre 2017 pour l'exploitation du métro léger. Un premier test avec passagers est effectué en août 2018 à l'occasion des Jeux asiatiques de 2018.

## Réseau
Le projet prévoit sept lignes :
1. Kebayoran Lama (dans l'ouest de la ville) - Kelapa Gading (dans l'est) : 21,6 km
2. Tanah Abang (dans le centre) - Pulo Mas (dans l'est) : 17,6 km
3. Joglo (dans l'ouest) - Tanah Abang : 11 km
4. Puri Kembangan (dans l'ouest) - Tanah Abang : 9,3 km
5. Pesing (dans l'ouest) - Kelapa Gading : 20,7 km
6. Pesing - Aéroport international Soekarno-Hatta : 18,5 km.
7. Cempaka Putih (dans le centre) - Ancol (dans le nord) : 10 km

La première ligne ira du quartier de Kelapa Gading, Jakarta Nord, à celui de Tanah Abang, Jakarta Centre. La réalisation en a été confiée à deux entreprises de construction du gouvernement de Jakarta, PT Pembangunan Jaya et PT Konstruksi Jaya. Après avoir été à plusieurs reprises repoussée, l'inauguration du projet est pour l'instant prévue pour fin 2019.
La construction de la phase 1 de cette ligne A (Pegangsaan Dua - Velodrome), d'une longueur de 5,8 km, a commencé le 22 juin 2016 et est achevé. Ce tronçon sera relié à la ligne 2 du TransJakarta à la station Pulomas.
La phase 2 (Velodrome - Tanah Abang) est d'une longueur de 11,8 km. La Korea Rail Network Authority doit fournir un financement de 500 millions de dollars pour la section de Velodrome à Dukuh Atas. Dukuh Atas assurera la correspondance avec le métro de Jakarta et le KRL Commuterline (gare Sudirman).
De son côté le directeur de la société d'exploitation, Allan Tandiono, a déclaré le 2 mai 2019 que le métro léger serait prolongé jusqu'à Manggarai dans le sud de Jakarta et Sunter dans le nord de la ville.
| Numéro de station                          | Nom               | Correspondances/Remarques                   |
| Phase 1 (inauguration prévue fin mai 2019) |                   |                                             |
| S-01                                       | Pegangsaan Dua    | Terminus                                    |
| S-02                                       | Boulevard Utara   |                                             |
| S-03                                       | Boulevard Selatan |                                             |
| S-04                                       | Pulomas           |                                             |
| S-05                                       | Equestrian        |                                             |
| S-06                                       | Velodrome         | Terminus jusqu'à l'achèvement de la phase 2 |